# Nouvelle triangulation de la France
La Nouvelle triangulation de la France (NTF), parfois abusivement appelée « système Lambert » (du nom de la projection qui lui est associée), est un système géodésique couvrant le territoire français métropolitain. Aujourd'hui elle laisse place au RGF93.
Cette triangulation, similaire à celles effectuées par César-François Cassini et les ingénieurs géographes, poursuit l'objectif de la réalisation d'une cartographie nationale.

## Origine
Il s'agit d'une réalisation bidimensionnelle effectuée par mesures angulaires de la fin du XIXe siècle à 1991. La mise à l'échelle est assurée par l'intégration de quinze bases d'une précision de 10-6. L'orientation résulte des observations de dix points de Laplace (précision de 10-6). La définition est de niveau centimétrique (croix gravée des bornes en granit, dites bornes géodésiques).
Une hiérarchie de couverture du territoire associée aux possibilités de calcul amène une succession de niveaux de densification : premier ordre de chaîne (dont le premier niveau est la Méridienne de France), premier ordre complémentaire, deuxième ordre, puis troisième et quatrième ordre. L'ensemble des observations est organisé de manière homogène. En revanche, les calculs se succédant en blocs de points au fur et à mesure des missions de terrain, n'autorisent pas la cohérence globale promise par la qualité des observations (quelque 10-6).
Les coordonnées planimétriques d'un point en NTF sont du type cartésien : Est, Nord (E,N).

## Matérialisation
Les 70 000 sites géodésiques (plus de 80 000 si l'on compte également les points de 5e ordre ou triangulation complémentaire) sont régulièrement répartis sur le territoire national, et matérialisent ainsi le système NTF avec une précision relative moyenne de l'ordre de 10-5 (c'est-à-dire quelques centimètres entre deux points voisins).

### Réseau principal
- 800 points de 1er ordre espacés de 30 km environ
- 5 000 points de 2e ordre espacés de 10 km environ
- 60 000 points de 3e et 4e ordre espacés de 3 km environ

### Réseau complémentaire
- 20 000 points de précisions diverses

L'IGN assure la conservation de ce réseau et met à la disposition du public les coordonnées de chaque point.

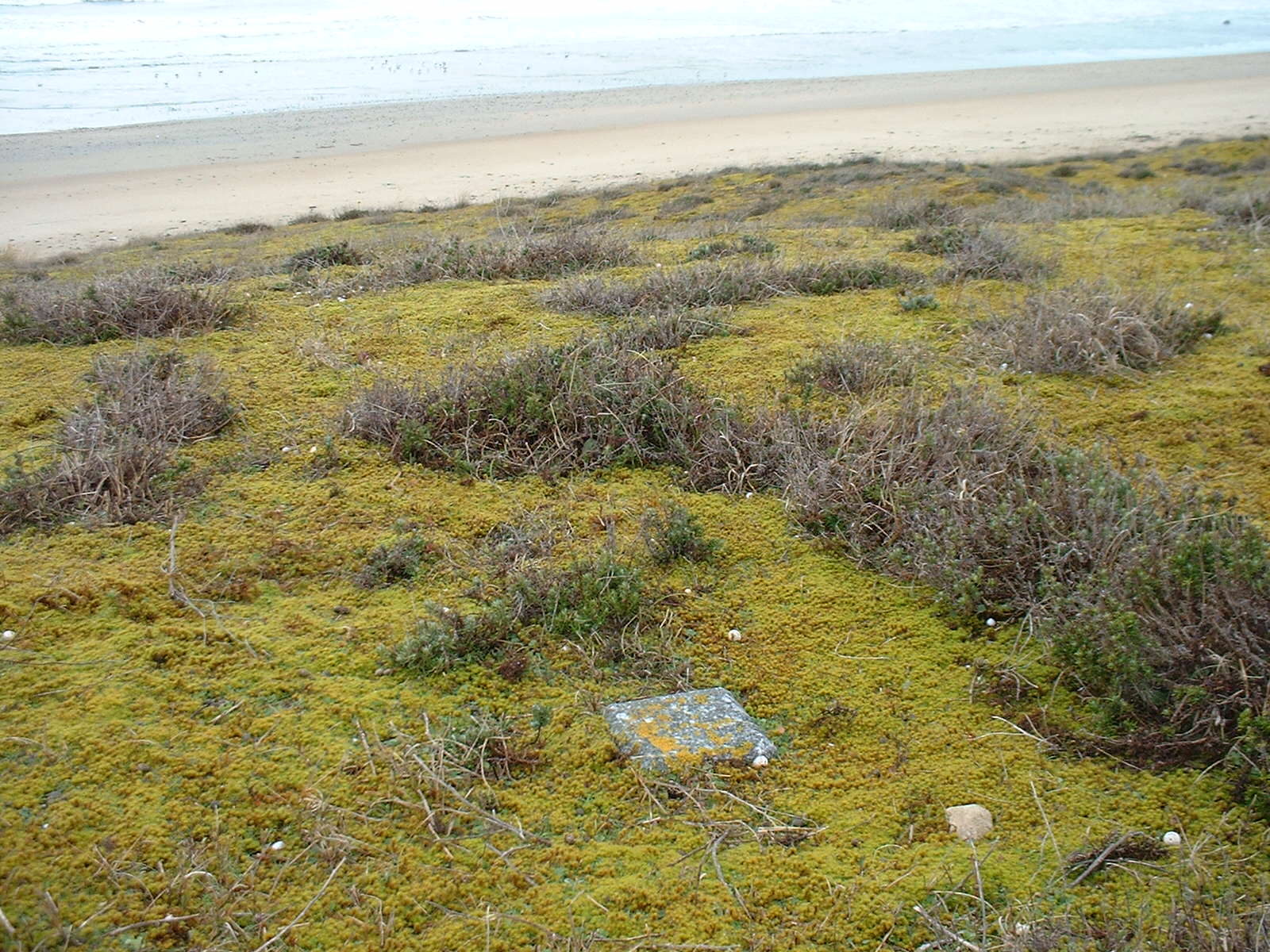
Une borne d'ordre 4 sur le littoral vendéen